# الزعرورية
الزعرورية بلدية في دائرة تاورة في ولاية سوق أهراس.

## أصل التسمية
ويعني الصفر باللغة السريانية، حسب الروايات تقول أول من سكن هذه المنطقة يهود من المعمرين الفرنسيين لخصوبة تربتها وهوائها النقي.

## المشاتي
- الجحيفة
- الغارة
- بوزعرورة
- الرميلة
- خنقة سيدي إبراهيم التي تضم 3200 نسمة.

## السياحة
من بين الأقاليم المعروفة بالسياحة الجبلية وذلك بفضل ما يتوفر عليه من معطيات سياحية طبيعية وثقافية هامة ومتنوعة، يحكى أول من عمر هذه المنطقة يهود الفرنسين، وبضبط منطقة جحيفا على أسم حيفا المدينة اليهودية.